# Severo Moto Nsá
Severo Matías Moto Nsá (* 6. listopadu 1943, Niefang) je politik z Rovníkové Guiney.
Pochází z etnika Fangů z vnitrozemí Río Muni a je věřícím katolíkem. Vystudoval žurnalistiku a byl šéfredaktorem listu Ébano a státního rozhlasu, avšak po názorovém konfliktu s diktátorem Macíasem Nguemou byl sesazen a vězněn v obávaném nápravném zařízení Playa Negra. Po státním převratu, který provedl v roce 1979 Teodoro Obiang Nguema Mbasogo, byl Moto rehabilitován a zařadil se k prominentům nového režimu. Zúčastnil se summitu Hnutí nezúčastněných zemí a byl jmenován ministrem informací a turistiky. Neshodl se však ani s novým prezidentem a v roce 1981 emigroval do Španělska. Zde založil křesťanskodemokraticky orientovanou Pokrokovou stranu Rovníkové Guiney a zformoval exilovou vládu.
Po uvolnění poměrů na počátku devadesátých let se vrátil do vlasti a zapojil se do politického života. Dosáhl sjednocení opozičních stran a neúspěšně kandidoval na prezidenta v roce 1996, poté obvinil vládnoucí stranu ze zfalšování voleb. Byl znovu uvězněn a činnost Pokrokové strany v zemi byla zakázána, v roce 1997 opět odešel do exilu. V roce 2004 byl obviněn z iniciování pokusu o státní převrat, který vedl Simon Mann. Rok poté mu španělská vláda odebrala politický azyl, avšak k jeho vyhoštění nakonec nedošlo, neboť v rodné zemi Motovi hrozila smrt. Roku 2008 byl Moto vězněn v Navalcarneru pro obvinění z pašování zbraní. V roce 2017 došlo v Malabu k dalšímu pokusu o převrat, Severo Moto Nsá byl vládními kruhy zařazen mezi jeho organizátory a v nepřítomnosti odsouzen k 59 letům odnětí svobody.
V roce 2020 odstoupil z vedení strany a jeho nástupcem se stal Armengol Engonga Ondó.